# Grupno prvenstvo NSO Split 1968./69.
U sezoni 1968/69. bivši Splitski nogometni podsavez postao je Nogometni savez općine Split. Promjena naziva je nastupila na skupštini koja je održana u ožujku 1969. godine. 

Grupno prvenstvo Nogometnog saveza općine Split (koje je tokom sezone promijenilo naziv iz Grupnog prvenstva Splitskog nogometnog podsaveza) je bila liga 5. ranga. Sudjelovalo je pet klubova, a prvak je bio Jadran iz Tučepa.

## Ljestvica
| mj. | klub                   | ut. | pob. | ner. | por. | gol+ | gol- | GR  | bod |
| --- | ---------------------- | --- | ---- | ---- | ---- | ---- | ---- | --- | --- |
| 1.  | Jadran Tučepi          | 8   | 8    | 0    | 0    | 27   | 3    | +24 | 16  |
| 2.  | Podgora                | 8   | 6    | 0    | 2    | 28   | 14   | +14 | 12  |
| 3.  | Mosor Žrnovnica        | 8   | 4    | 0    | 4    | 20   | 18   | +2  | 8   |
| 4.  | Zagora Primorski Dolac | 8   | 1    | 0    | 7    | 18   | 28   | -10 | 2   |
| 5.  | Seljak Labin           | 8   | 1    | 0    | 7    | 6    | 28   | -22 | 2   |

## Rezultatska križaljka
podebljan rezltat - igrano u prvom dijelu lige (1. – 5. kolo), odnosno prva utakmica između klubova 

rezultat normalne debljine - igrano u drugom dijelu lige (6. – 10. kolo), odnosno druga utakmica između klubova  

 prekrižen rezultat  - poništena ili brisana utakmica 

| kratica | klub                   | JAD | MOS | POD | SELJ     | ZAG |
| ------- | ---------------------- | --- | --- | --- | -------- | --- |
| JAD     | Jadran Tučepi          |     | 2:0 | 3:0 | 3:0 p.f. | 1:0 |
| MOS     | Mosor Žrnovnica        | 2:5 |     |     |          |     |
| POD     | Podgora                | 0:3 |     |     |          |     |
| SELJ    | Seljak Labin           | 0:6 |     |     |          |     |
| ZAG     | Zagora Primorski Dolac | 1:4 |     |     |          |     |

Izvori: 

## Unutarnje poveznice
- Prvenstvo NSO Split 1968./69.